# اصلاحات هارتس
اصلاحات هارتس که با نام‌های مفهوم هارتس یا طرح هارتس نیز شناخته می‌شود، مجموعه پیشنهادهایی است که توسط کمیته اصلاحات در بازار کار آلمان در سال ۲۰۰۲ ارائه شده‌اند. این توصیه‌ها که به نام رئیس کمیته، پیتر هارتز نامگذاری شد به بخشی از مجموعه اصلاحات دستور کار ۲۰۱۰ دولت آلمان، معروف به هارتس اول تا هارتس چهارم تبدیل شد. این کمیته سیزده «ماژول نوآوری» را ابداع کرد که تغییراتی را در سیستم بازار کار آلمان به‌وجود آوردند. طرح هارتس ۱ تا ۳ بین ۱ ژانویه ۲۰۰۳ و ۲۰۰۴ انجام شد، در حالی که Hartz ۴ در ۱ ژانویه ۲۰۰۵ اجرا شد.
«کمیته هارتس» در ۲۲ فوریه ۲۰۰۲ توسط دولت فدرال آلمان به رهبری گرهارد شرودر تعیین شد. نام رسمی آن Kommission für moderne Dienstleistungen am Arbeitsmarkt (کمیته خدمات مدرن در بازار کار) بود. این کمیته مشتمل بر ۱۵ نفر بود و توسط پیتر هارتز، مدیر وقت فولکس واگن، اداره می‌شد.

## هارتس اول، دوم و سوم
هارتز اول و دوم هر دو از اول ژانویه ۲۰۰۳ با هدف سهولت در ایجاد مشاغل جدید شروع به کار کردند و برای مثال موارد زیر را پوشش دادند:
هارتز ۱
- تأسیس «آژانس‌های خدمات کارکنان» (Personal-Service-Agenturen یا PSA).
- پشتیبانی از نظام آموزش حرفه ای آلمان که توسط آژانس کار فدرال آلمان انجام می‌شد.
- پرداخت‌های معیشت توسط آژانس کار فدرال.

هارتز دوم
- تغییر میزان پرداخت مالیات و پرداخت بیمه برای دارندگان مشاغل کوتاه‌مدت.
- کمک هزینه ای برای کارآفرینان، معروف به "Ich-AG"
- معرفی مراکز کاریابی دولتی و استفاده از امکانات دولت‌های ایالتی برای ارائه خدمات اشتغال عمومی

هارتز سوم
- Hartz III از اول ژانویه ۲۰۰۴ به اجرا درآمد. این طرح با هدف بازسازی و اصلاح آژانس خدمات اشتغال عمومی فدرال انجام شد و در نتیجه، نام آن از Bundesanstalt für Arbeit یا Arbeitsamt به Bundesagentur für Arbeit یا Agentur für Arbeit (آژانس کار فدرال) تغییر یافت.

## هارتز چهارم
مرحله چهارم اصلاحات در ۱۶ دسامبر ۲۰۰۳ توسط بوندستاگ تصویب شد و با تصویبش در یوندسرات در ۹ ژوئیه ۲۰۰۴ به مرحله اجرا درآمد.
در این بخش از اصلاحات، دولت آلمان مزایای بیکاری برای بیکاران طولانی‌مدت ("Arbeitslosenhilfe") و مزایای رفاهی ("Sozialhilfe") را با هم ادغام کرد و آن را پول بیکاری ۲ یا Arbeitlosengeld II نامید. جمع پرداختی این دو بعد از اجرای طرح از قبل کمتر می‌شد. میزان پرداختی یک فرد در این طرح در هر ماه ۳۷۴ یورو بود (معروف به Regelsatz). این مبلغ در سال 2013 به ۳۹۱ یورو افزایش یافت. دولت فدرال به دلیل بحران کرونا از ۱ ژانویه ۲۰۲۱ به دلیل دوباره این میزان پرداختی را تغییر داد و به ۴۲۴ یورو افزایش داد. کمک مالی برای مسکن و مراقبت‌های بهداشتی جزئی از این مبلغ نیست. افراد متأهل یا کسانی که رابطه‌شان را ثبت کرده‌اند می‌توانند به ازای شریک زندگی و فرزندانشان مزایایی دریافت کنند.
تا قبل از سال ۲۰۰۵ در صورت بیکار شدن اشخاص، بین ۱۲ تا ۳۶ ماه به آنان (بسته به مدت زمان اشتغال و سن آنان) حقوق بیکاری تعلق می‌گرفت که چیزی حدود ۶۰ تا ۶۷ درصد آخرین حقوق خالص آنان بود. مطابق طرح هارتس ۴، مدت زمان پرداخت حقوق بیکاری به ۱۸ ماه کاهش پیدا کرد.
واجد شرایط بودن یا نبودن اشخاص برای پول بیکاری ۲ یا Arbeitslosengeld II به میزان پس‌انداز، میزان بیمه عمر پرداختی و درآمد همسر یا شریک زندگی آنان بستگی دارد. اگر مجموع این دارایی‌ها کمتر از حد مورد نظر دولت باشد، با تشخیص دولت به متقاضی پول بیکاری پرداخت می‌شود. علاوه بر این، هر فردی که در آپارتمان اشتراکی با دیگران زندگی می‌کند و خواستار دریافت پول بیکاری است می‌تواند دارای یک اتومبیل به ارزش حداکثر ۷٬۵۰۰ یورو باشه. آپارتمان در صورتی که با دیگران مشترک است می‌تواند دارای ۱۳۰ متر مربع فضای زندگی باشد (در صورت وجود افراد دیگر در خانه مشترک).
برای دریافت پرداخت‌ها، متقاضی باید طی قراردادی، با قوانین عمومی در مورد پرداخت پول دولتی موافقت کند. این قرارداد بیان می‌کند که آنها برای بهبود وضعیت شغلی خود موظف به انجام چه کارهایی هستند و دولت نیز موظف است در پیدا کردن شغل به شخص دریافت کننده حقوق بیکاری کمک کند. یک فرد بیکار ممکن است ملزم به قبول هر نوع شغل قانونی باشد. منتقدان معتقدند این بند از طرح هارتس، اصول اولیه قانون اساسی آلمان مانند آزادی مهاجرت، آزادی خانواده، ازدواج و کرامت انسانی را محدود می‌کند. اگر آژانس اشتغال آلمان به دریافت کننده این پول کاری را پیشنهاد کند، عدم قبول درخواست کار ممکن است منجر به کاهش یا حتی تعلیق کامل پرداخت حقوق بیکاری شود.
در طرح‌های Arbeitslosengeld II، دولت بیمه درمانی بیکاران را تحت پوشش قرار می‌دهد. تا پایان سال ۲۰۱۰، پرداخت‌های مربوط به طرح بازنشستگی متقاضی نیز انجام می‌شد.
اصلاحات هارتز چهار، علی‌رغم کاهش قابل توجه بیکاری کوتاه مدت و بلند مدت، همچنان در آلمان مورد انتقاد قرار می‌گیرد. طرفداران طرح هارتس، کاهش بیکاری در آلمان را دلیلی بر موفقیت این طرح می‌دانند. برخی دیگر می‌گویند که آمار واقعی بیکاری قابل مقایسه نیست زیرا بسیاری از افراد به صورت پاره وقت کار می‌کنند، یا اینکه به دلایل دیگری در آمار بیکاری دیده نمی‌شوند. همچنین منتقدان طرح هارتس معتقدند که تعداد کودکانی که در خانوارهای دریافت کننده پول هارتز ۴ زندگی می‌کنند که به تعداد قابل توجهی رسیده‌است.
حدود ۷ میلیون نفر از مزایای هارتز IV برخوردار می‌شوند که از این تعداد ۲٫۲ میلیون نفر بیکار هستند. بودجه این طرح ۲۰ میلیارد یورو تخمین زده شده‌است.
اصلاحات هارتز چهارم یکی از پایه‌های اصلی رونق اقتصادی در آلمان در دوره مرکل را تشکیل داد.
در آوریل ۲۰۱۸، مهاجران ۵۵٪ از دریافت کنندگان هارتس ۴ را تشکیل می‌دادند. طبق آژانس استخدام فدرال این امر بخاطر افزایش تعداد مهاجران از سال ۲۰۱۵ بود که به دلیل فقدان مهارت‌های مورد نیاز برای اشتغال در آلمان یا عدم آشنایی با زبان آلمانی نتوانستند به سرعت وارد بازار کار در آلمان شوند
دادگاه قانون اساسی فدرال با صدور حکمی در نوامبر ۲۰۱۹، مجازات‌های قطع دسترسی به پول بیکاری را که در موارد زیادی در آلمان اعمال می‌شد ممنوع ساخت. این قانون کاهش یا قطع پرداخت را غیرقانونی اعلام کرد و تصمیم گرفت که کاهش ۳۰ درصدی در پول بیکاری فقط در شرایط خاص مجاز باشد، زیرا چنین مجازاتی حداقل استاندارد زندگی متقاضیان کار را به خطر می‌اندازد.

## تأثیر فرهنگی
اگرچه اصطلاح رسمی مزایای بیکاری طولانی مدت هنوز Arbeitslosengeld II است، اما بیشتر آلمانی‌ها، حتی برنامه‌های خبری و سیاستمداران در پارلمان، آن را Hartz IV می‌نامند. این اصطلاح انجمن زبان آلمانی به عنوان کلمه آلمانی سال ۲۰۰۴ انتخاب شد پیش از این، در سال ۲۰۰۲، اصطلاح Ich-AG (یکی دیگر از اقدامات هارتز، نگاه کنید به بالا) توسط هیئت منصفه محققان زبان بعنوان کلمه سال ۲۰۰۲ آلمان انتخاب شده بود.